# Ehretia janjalle
Ehretia janjalle är en strävbladig växtart som beskrevs av B. Verdcourt. Ehretia janjalle ingår i släktet Ehretia och familjen strävbladiga växter. Inga underarter finns listade i Catalogue of Life.